# Réserve naturelle nationale d'Arjuzanx
La réserve naturelle nationale d'Arjuzanx (RNN335) est une réserve naturelle nationale située en Nouvelle-Aquitaine. Classée le 2 septembre 2022, elle occupe une surface de 2 205 hectares, sur un ensemble de 2 673 ha que constitue le site d'Arjuzanx, une ancienne carrière d'extraction de lignite réhabilitée.

## Localisation

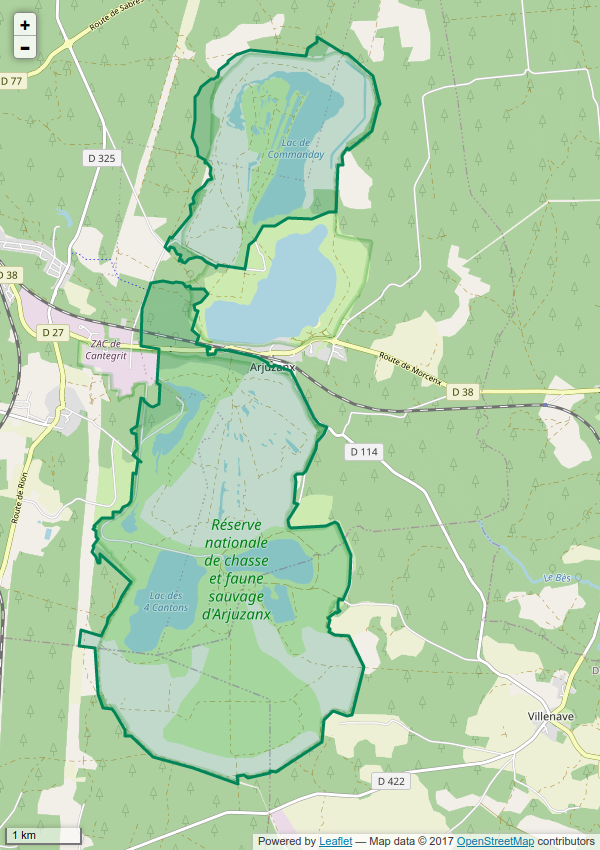
Périmètre de la réserve naturelle.

Le territoire de la réserve naturelle est dans le département des Landes, sur les communes de Morcenx-la-Nouvelle, Rion-des-Landes, Villenave.

## Histoire du site et de la réserve
Le lignite a été exploité sur 900 ha à partir de 1958 et jusqu'en 1983. Le site est ensuite réhabilité.
En 1987, une partie du site est classée en Réserve nationale de chasse et de faune sauvage, sur 2 071 ha.

## Écologie (biodiversité, intérêt écopaysager…)
Après les travaux de restauration écologique sur le site, on y trouve un ensemble de milieux naturels comprenant de grands plans d'eau oligotrophes, des mares (appelées localement « bassines »), des landes humides et des pelouses sèches.

### Flore
Les habitats variés, et souvent installés sur des sols pauvres, accueillent 465 espèces de phanérogames, 142 espèces de champignons, 116 espèces de lichens et bryophytes. Parmi la flore d'Arjuzanx on retiendra notamment Lycopodiella inundata, Pulicaria vulgaris ou Linaria spartea.

### Faune
L'avifaune observée sur le site comprend, 177 espèces d'oiseaux. Les plans d'eau et zones humides d'Arjuzanx sont favorables à de nombreuses espèces d'oiseaux d'eau, tels que la Sarcelle d'hiver (Anas crecca), le Fuligule milouin (Aythia ferina), l'Échasse blanche (Himantopus himantopus) et le petit gravelot (Charadrius dubius), il constitue, en particulier, le premier site français d'hivernage de la grue cendrée (Grus grus).

## Intérêt touristique et pédagogique
En 2018, le site d'Arjuzanx était classé deuxième en termes de fréquentation touristique parmi les sites naturels de la région Nouvelle-Aquitaine avec 196 198 visiteurs.

## Administration, plan de gestion, règlement

### Outils et statut juridique
La réserve naturelle a été créée par le Décret no 2022-1213 du 2 septembre 2022.